# Olga Spesivceva
Olga Aleksandrovna Spesivceva (rusko Ольга Алекса́ндровна Спеси́вцева), ruska balerina, * 18. julij [J.K. 6. julij] 1895, Rostov na Donu, Ruski imperij, † 16. september 1991, Valley Cottage, New York, ZDA.
Bila je ena najboljših primabalerin 20. stoletja. Imela je odlično klasično tehniko, brezhiben slog in scensko spiritualiteto, kar velja za utelešenje romantične balerine.

## Življenjepis
Olga Spesivceva se je rodila v Rostovu na Donu kot hčerka opernega pevca in njegove žene. Po smrti njenega očeta je bila poslana v sirotišnico z gledališkimi povezavami v Sankt Petersburgu, centru kulture. Leta 1906 je vstopila na Kraljevo akademijo za balet, kjer je bila najprej študentka Klavdije Kuličevske, kasneje pa študentka Evgenije Sokolove in Agrippine Vaganove.
Leta 1913 je diplomirala in se pridružila Mariinskemu gledališču, kjer je leta 1916 postala solistka. Spesivceva je bila izvrstne romantična plesalka s popolno tehniko in kot taka idealna za vloge kot so Giselle in Odette-Odille v Labodjem jezeru. Kmalu je postala ena najbolj občudovanih plesalk v gledališču.
Leta 1916 jo je Sergej Djagiljev povabil na ameriško turnejo z družbo Ballets Russes, kjer je plesala z Vaslavom Nižinskim v Le Spectre de la rose, Les Sylphides in v "Bluebird pas de deux" iz baleta Speča lepotica. Leta 1918 se je vrnila v Mariinsko gledališče, ki se je po Oktobrski revoluciji preimenovalo v Državno akademsko gledališče opere in baleta. Napredovala je na raven balerine. V tem času je bila na Zahodu skoraj nepoznana.
Nadaljevala je s sodelovanjem z Ballets Russes v tujini. Leta 1921 je v Londonu plesala vlogo "Aurore" v Djagiljevi prenovi Speče princese, leta 1923 pa v Teatru Colón v Buenos Airesu. S pomočjo svojega nekdanjega moža Borisa Kapluna, boljševiškega funkcionarja in ljubitelja umetnosti je Rusijo zapustila leta 1924. Sprejela je vabilo, da bi kot primabalerina plesala v Baletu pariške opere, kjer je ostala do leta 1932. V tem času je obdržala stike z Ballets Russes. Leta 1932 je še enkrat gostovala v Londonu, plesala je v baletu Giselle z Antonom Dolinom iz Kraljevega baleta. Med letoma 1932 in 1937 je po svetu nastopala s številnimi družbami, plesala pa je tako vloge iz klasičnega repertoarja kot sodobni balet koreografov, kot sta Michel Fokine in Bronislava Nižinska. Ko je plesala v tujini je bila pogosto netočno imenovana kot Olga Spesiva.
Občasno je doživljala obdobja klinične depresije. Leta 1934 so se ji v Sydneyju pokazali znaki mentalne bolezni tako, da je potrebovala hospitalizacijo. Leta 1937 je zaradi živčnega zloma zapustila oder. Nekaj časa je poučevala, potem se za kratko vrnila k nastopanju in leta 1939 v Teatru Colón zadnjič nastopila. Istega leta se je preselila v ZDA, kjer je poučevala in opravljala delo svetovalke Fundacije baletnega gledališča v New Yorku. Leta 1943 jo je doletel še en živčni zlom in zopet je bila hospitalizirana.
BBC je eta 1964 o njenem življenju predvajal kratko oddajo, dve leti kasneje pa je Anton Dolin napisal knjigo o njej. Naslov obeh del je The Sleeping Ballerina. Strokovni plesalci so jo opisovali kot "največjo rusko balerino tega časa" in "Vrhunska klasična balerina stoletja".
Leta 1998 jo je ruski koreograf Boris Eifman naredil za junakinjo svojega baleta Red Giselle.